# Liste der Kulturdenkmale in Mitte-Süd
Die Liste der Kulturdenkmale in Mitte-Süd enthält die in der amtlichen Denkmalliste des Landesamtes für Denkmalpflege Sachsen ausgewiesenen Kulturdenkmale im Zwickauer Stadtteil Mitte-Süd.

## Legende
- Bild: Bild des Kulturdenkmals, ggf. zusätzlich mit einem Link zu weiteren Fotos des Kulturdenkmals im Medienarchiv Wikimedia Commons. Wenn man auf das Kamerasymbol klickt, können Fotos zu Kulturdenkmalen aus dieser Liste hochgeladen werden:
- Bezeichnung: Denkmalgeschützte Objekte und ggf. Bauwerksname des Kulturdenkmals
- Lage: Straßenname und Hausnummer oder Flurstücknummer des Kulturdenkmals. Die Grundsortierung der Liste erfolgt nach dieser Adresse. Der Link (Karte) führt zu verschiedenen Kartendiensten mit der Position des Kulturdenkmals. Fehlt dieser Link, wurden die Koordinaten noch nicht eingetragen. Sind diese bekannt, können sie über ein Tool mit einer Kartenansicht einfach nachgetragen werden. In dieser Kartenansicht sind Kulturdenkmale ohne Koordinaten mit einem roten bzw. orangen Marker dargestellt und können durch Verschieben auf die richtige Position in der Karte mit Koordinaten versehen werden. Kulturdenkmale ohne Bild sind an einem blauen bzw. roten Marker erkennbar.
- Datierung: Baubeginn, Fertigstellung, Datum der Erstnennung oder grobe zeitliche Einordnung entsprechend des Eintrags in der sächsischen Denkmaldatenbank
- Beschreibung: Kurzcharakteristik des Kulturdenkmals entsprechend des Eintrags in der sächsischen Denkmaldatenbank, ggf. ergänzt durch die dort nur selten veröffentlichten Erfassungstexte oder zusätzliche Informationen
- ID: Vom Landesamt für Denkmalpflege Sachsen vergebene, das Kulturdenkmal eindeutig identifizierende Objekt-Nummer. Der Link führt zum PDF-Denkmaldokument des Landesamtes für Denkmalpflege Sachsen. Bei ehemaligen Kulturdenkmalen können die Objektnummern unbekannt sein und deshalb fehlen bzw. die Links von aus der Datenbank entfernten Objektnummern ins Leere führen. Ein ggf. vorhandenes Icon  führt zu den Angaben des Kulturdenkmals bei Wikidata.

## Mitte-Süd
| Bild                                    | Bezeichnung | Lage                                   | Datierung                               | Beschreibung | ID       |
| --------------------------------------- | --- | -------------------------------------- | --------------------------------------- | --- | -------- |
| Direkt Bild zu diesem Denkmal hochladen | Wohnhaus in offener Bebauung, mit Resten der Einfriedung | Äußere Schneeberger Straße 16 (Karte)  | 1845–1855                               | Wohnhaus des ehemaligen Steinkohlebergwerksbesitzers Fr. Kästner, äußerlich vereinfachter Putzbau mit Resten der historischen Innenausstattung, ortsgeschichtlich von Bedeutung. Als Wohnhaus des Ökonomen Gottlieb Friedrich Kästner (ab 1865 Guts- und Kohlewerksbesitzer) gebaut, traufständig, zweigeschossig, 5 × 4 Achsen, einfache Natursteinfenstereinfassungen (Porphyrtuff, Sandstein), Sockel Werkstein Porphyrtuff, Fassadengestaltung im Detailnicht erhalten, flach geneigtes Satteldach, im Inneren Reste des Parketts, der Fensternischenverkleidung und Türen erhalten, ursprünglich Enfilade (heute zugemauert), im Obergeschoss Fachwerk-Trennwände (dort keine Ausstattung erhalten), Einfriedung: Naturstein-Zaunpfeiler, schmiedeeiserne Zaunfelder und schmiedeeisernes Tor. Fenster vorbildgerecht erneuert, Sanierung 2002. | 09247435 |
| Direkt Bild zu diesem Denkmal hochladen | Mietshaus in geschlossener Bebauung | Äußere Schneeberger Straße 20 (Karte)  | 1890                                    | Von baugeschichtlichem Wert. Ähnliche Gestaltung wie Nachbargebäude nur die floralen Dekorationen verziert, viergeschossig, sechs Achsen, Haustür nicht vorbildgerecht erneuert, ebenso die Fenster, gelber Klinkerbau, Satteldach, Traufgesims mit Eierstabfries, Sanierung 1998. | 09231074 |
| Direkt Bild zu diesem Denkmal hochladen | Mietshaus in geschlossener Bebauung | Äußere Schneeberger Straße 20a (Karte) | 1891                                    | Ursprünglich mit Laden, zeittypischer Klinkerbau von baugeschichtlichem und städtebaulichem Wert. Siebenachsiger, viergeschossiger, gelber Klinkerbau über rechteckigem Grundriss mit seitlich angeordneter Toreinfahrt mit originalem Tor, dieses zweiflügelig mit Glsaausschnitten, Ziervergitterung der Fenstereinsätze und Oberlichtfenster, traditionelle Fassadengestaltung mit Kunststeinfenstereinfassung, vorkragende Sohlbänke auf Konsolsteinen und waagerechte Fensterverdachungen sowie im 1. Obergeschoss teilweise zusätzlich Dreieckgiebelverdachungen, flach geneigtes Satteldach, Fenster erneuert, Sanierung 1996. | 09231075 |
| Direkt Bild zu diesem Denkmal hochladen | Mietshaus in geschlossener Bebauung | Äußere Schneeberger Straße 24 (Karte)  | 1854                                    | Bauhistorisch bemerkenswerter Historismusbau in sehr gutem Originalzustand qualitätvoll saniert. Dreigeschossiger, fünfachsiger Putzbau mit Satteldach und fünfachsigem Dacherker mit Dreieckgiebel, Fassadengliederung durch Fensterbankgesimse und Pilaster sowie Konsolfries am Traufgesims, seitlich angeordnete Durchfahrt mit großem, dem Original im Detail nachempfundenem Tor, zweiflügelig, Türfüllungen mit ornamentalen Dekorationen, das Segmentbogenoberlicht mit sich kreuzenden, geschweiften Sprossen, Oberlichter der Fenster im Erdgeschoss ebenso, alle Fenster als Rundbogenfenster ausgebildet, Fenstereinfassungen durch Putzquaderung, vorkragende Sohlbänke im 1. Obergeschoss, im 2. Obergeschoss Fensterbankgesims, im Inneren Raumstrukturen, Treppenhaus und Wohnungseingangstüren erhalten, Sanierung 2001. | 09231076 |
| Direkt Bild zu diesem Denkmal hochladen | Mietshaus in geschlossener Bebauung | Äußere Schneeberger Straße 26 (Karte)  | 1860                                    | Ehemals mit Laden, zeittypischer Putzbau in gutem Originalzustand von baugeschichtlichem Wert. Dreigeschossiger, siebenachsiger Putzbau mit zwei Seitenrisaliten, diese zweiachsig, Hauseingang rechts zurückversetzt mit Treppenaufgang, zweiflügelige Holzfüllungstür mit sprossengeteiltem Oberlicht, annähernd mittig ehem. Ladeneingang, ebenfalls zurückversetzt mit Treppenaufgang, hier ursprünglich Spirituosen-, Tabak- und Kolonialwarenhandlung K. F. Heinicke, im Erdgeschoss Segmentbogenfenster, Obergeschosse Rechteckfenster, alle Fenster mit profilierten Fenstergewänden, im zweiten Obergeschoss aufgeputzte Überschlaggesimse, über den Risaliten zweiachsige Dacherker mit Satteldach, mittig angeordnete, einachsige Satteldachgaube, im Inneren bemerkenswertes Treppenhaus, Sanierung 2001. | 09231821 |
| Direkt Bild zu diesem Denkmal hochladen | Mietshaus in halboffener Bebauung | Äußere Schneeberger Straße 29 (Karte)  | 1871                                    | Architektonisch aufwändig gestalteter Putzbau in sehr gutem Originalzustand von städtebaulichem und baugeschichtlichem Wert. Dreigeschossig, sechs Achsen, zweiachsiger Mittelrisalit mit zweiachsigem Dacherker, dieser mit kleinem Dreieckgiebel, Putz-Stuck-Dekorationen am Mittelrisalit, Putznutung im Erdgeschoss, Ladenfront vereinfacht, Fenster erneuert, Satteldach, an der freistehenden linken Giebelseite mit Profilen eingefasstes Giebeldreieck, waagerechte Fensterverdachungen und originale Fenstergewände aus der Erbauungszeit, Sanierung 1998 mit Schaffung eines zweiten Ladengeschäftes rechtsseitig. | 09231077 |
| Direkt Bild zu diesem Denkmal hochladen | Mietshaus in Ecklage in halboffener Bebauung | Äußere Schneeberger Straße 31 (Karte)  | 1875                                    | Mit Läden, städtebaulich wichtiger Putzbau mit Erker, in relativ gutem Originalzustand. Dreigeschossig, 6 × 1 × 6 Achsen, Ecke polygonal ausgebildet mit Ladeneingang, Ladenfront an der Westseite, diese verändert, an der Ecke zweigeschossiger Erker auf Konsolsteinen über rechteckigem Grundriss mit schiefergedecktem Pyramidenhelm fortgesetzt, in diesem stehendes Dachfenster mit Sandsteingewänden, Erdgeschoss Putznutung, Gurtgesims, waagerechte Fensterverdachungen, Konsolen am Kranzgesims an der Südseite, hier zwei einachsige Seitenrisalite und mittig ein zweiachsiger Dacherker mit Giebeldreieck, an der Westseite zweiachsiger Mittelrisalit mit gleichgestaltetem Dacherker, hier auch Hauseingang – dieser verändert, ebenso Gauben verändert, die Dacherker original erhalten, Schaufenster und Fenster nicht vorbildgerecht erneuert, Sanierung 1998, Farbverfehlung im Erdgeschoss, Bis 1883 wohnte der Kantor und Musikdirektor zu St. Marien Prof. Dr. phil. Carl Emanuel Klitzsch in diesem Haus. | 09231078 |
| Direkt Bild zu diesem Denkmal hochladen | Mietshaus in geschlossener Bebauung | Äußere Schneeberger Straße 32 (Karte)  | 1871                                    | Mit Laden, baugeschichtlich bedeutsamer Historismusbau in sehr gutem Originalzustand. Dreigeschossig, acht Achsen, davon jeweils ein Zwillingsfenster mit Segmentbogenverdachung bzw. waagerechter Fensterverdachung in den Randbereichen, im Erdgeschoss links großes Schaufenster mit mittig angeordneter gusseiserner Säule, rechts daneben Hauseingang mit Treppe und originaler zweiflügeliger Hauseingangstür mit Ziervergitterung und Oberlicht, rechts ursprünglich ebenfalls Schaufenster, heute Tordurchfahrt mit Gittertor, aufwändiges Fenster- und Türgewände mit Kapitellen, Treppenhaus als rückwärtiger Anbau ausgebildet und oval ausgeformt, ursprünglich auch Verbindung zum heute abgebrochenen Hintergebäude, Fenstergewände pilasterartig ausgebildet, zwischen Erdgeschoss und Obergeschoss Gurtgesims, Fassadengestaltung wesentlich durch geohrte Fenstergewände und vorkragende Sohlbänke auf Konsolsteinen geprägt, Zwillingsfenster mit eingestellten Pilastern mit floraler Dekoration, zweiachsiger Dacherker, profiliertes Kranzgesims, Sanierung 1997. | 09231079 |
| Direkt Bild zu diesem Denkmal hochladen | Villa | Äußere Schneeberger Straße 33 (Karte)  | 1852 (linke Hälfte)                     | Historismusbau in sehr gutem Originalzustand, von baukünstlerischem und baugeschichtlichem Wert (ohne spätere Hinterhäuser). Linker Gebäudeteil: erste Bauphase 1852, zweigeschossig, 7 × 2 Achsen, gekoppelte Fenster aufgeteilt in zwei Zweiergruppen seitlich und mittig eine Dreiergruppe, Walmdach, straßen- und giebelseitig je eine Sandsteingaube mit Segemntbogenabschluss und zwei ovalen Fenstern, rechter Gebäudeteil: zweite Bauphase 1876, dreigeschossig, drei Achsen, Flachdach. Im Zuge der zweiten Bauphase wurde die Fassade gestalterisch vereinheitlicht. Erdgeschoss aufwändige Sandsteingewände und Putzquaderung, 1. Obergeschoss kannelierte Pilaster an den Ecken und zwischen den Fenstern, gestaltete Brüstungsfelder, waagerechte Fensterverdachungen auf Konsolen zum Teil mit Segmentbogenverdachung, Konsolfries am Traufgesims, 2. Obergeschoss ebenfalls kannelierte Säulen, Hauseingang hofseitig, originales Treppenhaus, Sanierung 2002. | 09231080 |
| Direkt Bild zu diesem Denkmal hochladen | Wohn- u. Geschäftshaus, ursprünglich Restaurant „Germania“ und Conditorei mit Bäckerei sowie Wohnhaus, später Gaststätte, ab 1976 „Haus der Zwickauer Arbeiterbewegung“, nach Rekonstruktion seit 1992 Sitz der Industrie- und Handelskammer Südwestsachsen/Regionalkammer Zwickau, in geschlossener Bebauung in Ecklage | Äußere Schneeberger Straße 34 (Karte)  | 1877/1878                               | Architektonisch hochwertiger Putzbau im Stil der italienischen Renaissance. Das Gebäude wurde von Franz Wolf nach eigenem Entwurf errichtet. Im Laufe der Zeit hat es verschiedene Nutzungen erfahren, u. a. zwischenzeitlich Gedenkstätte der Arbeiterbewegung, da hier am 15. Januar 1919 im Anschluss an die Sitzung der Zwickauer Spartakusbundes auf Initiative von Fritz Heckert die Gründung einer KPD-Ortsgruppe beschlossen wurde. Heute wird es als Verwaltungsgebäude und Weiterbildungszentrum der Industrie- und Handelskammer genutzt. Viergeschossiger Putzbau, 6 × 5 Achsen, mit Haupteingang in der Äußeren Schneeberger Straße mittig angeordnet, Fassade Saarstraße: ursprünglich war die letzte Achse eine Durchfahrt, die erste Achse als Seitenrisalit ausgebildet und gestalterisch besonders hervorgehoben, im Erdgeschoss Fenster flankiert von runden Halbsäulen, Schlussstein mit Gaffkopf, in den Zwickeln plastische Darstellung des Bacchus und einer Nymphe, darüber im 2. Obergeschoss Balkon auf mächtigen Konsolsteinen, hier in den Obergeschoss's gekoppelte Fenster, im Erdgeschoss komplett Rundbogenfenster und Putzquaderung, über den Fenstern Schlusssteine mit Diamantquadern besetzt, Fassade Äußere Schneeberger Straße: der Eingang flankiert von Pilastern mit floralen und figürlichen Dekorationen besetzt, hier der Schlussstein mit Halbrelief eines Männerkopfes, darüber im 2. Obergeschoss wie in der Saarstraße gestalteter Balkon, das erste Obergeschoss ebenfalls mit Putzquaderung und Diamantquaderung, zweites und drittes Obergeschoss nahezu einheitliche Gestaltungselemente nur Glattputz, durch flankierende Säulen im 2. Obergeschoss sind die Fenster zu senkrechten Fenstergruppen zusammengefasst, alle Fenster mit Balustern im Brüstungsfeld, im 2. Obergeschoss waagerechte Fensterverdachungen, im 3. Obergeschoss Dreieckgiebel und Segmentbogenverdachungen, teilweise figurale Dekorationen, aufwändiges Kranzgesims mit Rundfenstern und Putz-Stuck-Dekorationen als Girlanden mit Fruchtgehängen weit ausladendes Traufgesims (ca. 1 m) mit Konsol- und Zahnschnittfries, oberer profilierter Gesimsteil aus Holz mit Zinkblechverkleidung, Flachdach. In der Saarstraße befand sich vermutlich ursprünglich der Eingang zum Lokal, dort dekoriert mit plastischer Darstellung des Bachus sowie einer Nymphe, Schlussstein mit Gaffkopf, dieser Eingang flankiert von Säulen. Sanierung 1992. In Zwickau singuläres Gebäude mit architektonisch anspruchsvoller Gestaltung. Der Denkmalwert ergibt sich aus der bauhistorischen, städtebaulichen und baukünstlerischen Bedeutung. | 09231081 |
|                                         | Fabrikantenvilla (mit originaler Innenausstattung) sowie Hinterhaus, Vorgarten und Einfriedung | Äußere Schneeberger Straße 35 (Karte)  | 1875–1876                               | Von architektonischer und baukünstlerischer Bedeutung, als ehemalige Villa des Kohlewerksbesitzers Carl Gottlieb Falck von stadtgeschichtlicher Bedeutung. Bei dem Kulturdenkmal handelt es sich um eine breitgelagerte, zweigeschossige Villa mit hervorragender Innenausstattung. Sie erhebt sich über einem quadratischen Grundriss. Zur Villa gehören ein Hintergebäude, der Vorgarten und die Einfriedung. Das Anwesen wurde im Jahre 1875 durch den bedeutenden Zwickauer Baumeister Franz Hermann Wolf entworfen, unter dessen Leitung errichtet und im November 1876 bereits an den Bauherren Guts- und Kohlewerksbesitzer Carl Gottlieb Falck übergeben. Die aufwändig gestalteten Putzfassaden sind geprägt durch entstehungszeittypische Zier- und Gliederungselemente, wie z. B. eine rustikale Bossenquaderung im Sockelbereich, profilierte Gesimse, Fenstereinfassungen mit profilierten Fenstergewänden und waagerechten Fensterverdachungen im Erdgeschoss bzw. Dreieckgiebelverdachungen im Obergeschoss und mit Bezeichnungen versehenen Medaillons aus Sandstein bzw. Putzstuck. Der Glattputz selbst ist im Erdgeschoss als Quaderputz ausgeführt und mit Diamantquadern besetzt. Das Obergeschoss ist durch aufgeputzte Putzspiegel und Bänder gestaltet. Von besonderer gestalterischer Bedeutung ist der über drei Achsen reichende Mittelrisalit an der straßenseitigen Hauptfassade. Hier werden im Erdgeschoss die Fenster durch Säulen getrennt. Ursprünglich war die mittlere Öffnung eine Tür als Zugang zu der, bis auf die Balustradenbrüstung noch im Original vorhandenen, vorgelagerten Terrasse. Im Obergeschoss sind die Fensterbrüstungen noch mit Balustern besetzt, die Fensteröffnungen werden flankiert von kannelierten Säulen und Pilastern. Der darüber befindliche dreiachsige Dacherker ist mit einer Segmentbogenbekrönung mit Frauenkopf und Palmwedeln versehen. Die drei Rechteckfenster werden außen von Pilastern flankiert und durch Karyatiden getrennt. Das schiefergedeckte geschweifte Mansardwalmdach wurde 1948 durch den damaligen Eigentümer „Verwaltung der Kohlenindustrie Sachsen“ im Zuge des Dachgeschoss-Ausbaues mit Dacheinschnitten, ausgebildet als stehende Fenster, versehen. Der aus der Erbauungszeit vorhandene Wintergarten an der Südwestecke des Gebäudes ist heute leider mit einer Holzkonstruktion verschlagen. Die vorgelagerte Terrasse mit geschweifter Freitreppe, welche ursprünglich in den Garten hinabführte, ist jedoch im Original erhalten geblieben. An der Nordseite befindet sich ein kleiner Eingangsvorbau mit Dreieckgiebelverdachung, in der plastisch zwei Greife dargestellt sind, die eine Kartusche mit der Jahreszahl „1875“ flankieren. Hier ist die originale zweiflügelige Hauseingangstür mit Segmentbogenoberlicht, verziert mit Schnitzereien und schmiedeeisernen Ziergittern erhalten geblieben. Unmittelbar darüber sitzt ein hohes rundbogiges Treppenhausfenster mit Segmentbogenverdachung. Die ursprünglich am gesamten Gebäude vorhanden gewesenen Fensterläden sind leider nur noch zum Teil vorhanden. Im Inneren hat sich die ursprüngliche hochwertige Innenausstattung wie z. B. Treppenhaus, Parkettböden, Stuckdecken, Türen, teilweise Seidenwandbespannungen, Holzvertäfelungen u. a. erhalten. Entwurf, ursprüngliche Raumaufteilung, Innenausstattung und äußeres Erscheinungsbild dokumentieren in eindrucksvoller Weise einen erstrangigen Villenbau von hochherrschaftlichen Charakter, für den es in Zwickau nur wenig vergleichbare Beispiele gibt. (Stadtverwaltung Zwickau – Untere Denkmalschutzbehörde.) Breitgelagerter, zweigeschossiger Putzbau über quadratischem Grundriss, Sockel Bossenquaderung, Erdgeschoss Putzquaderung mit Diamantquadern besetzt, Obergeschoss Glattputz, dort Medaillons bezeichnet Anno 1876, Mittelrisalit über drei Achsen mit vorgelagerter Terrasse im Parterre, im Obergeschoss die Fensterbrüstungen mit Balustern besetzt, die Fensteröffnungen flankiert von kannelierten Säulen und Pilastern, im Dacherker dreiachsig mit Segmentbogenbekrönung flankierenden Pilastern und Karyatiden, die Fenstereinfassungen mit profilierten Fenstergewänden und waagerechten Fensterverdachungen bzw. im Obergeschoss mit Dreieckgiebelverdachung, alle Fenster als Rechteckfenster ausgebildet, an der Nordseite mittig Hauseingang, Eingangsvorbau mit Dreieckgiebelverdachung in der plastisch zwei Greife dargestellt sind, die eine Kartusche mit der Jahreszahl „1875“ flankieren, originale zweiflügelige Hauseingangstür mit Segmentbogenoberlicht, Schnitzereien und schmiedeeisernen Ziergittern, über dem Hauseingang hohes rundbogiges Treppenhausfenster mit Segmentbogenverdachung, seitlich an der Südwestecke Wintergarten mit vorgelagerter Terrasse und geschweifter Freitreppe in den Garten führend, erbauungszeitliches Walmdach 1948 aus-/umgebaut, in den geschweiften schiefergedeckten Mansardbereichen Dacheinschnitte mit stehenden Fenstern, im Inneren äußerst wertvolle Innenausstattung, großes, hochherrschaftliches Treppenhaus, repräsentative, reich stuckverzierte Diele im Obergeschoss teilweise noch mit Seidenwandbespannungen und Resten der historischen Ausmalung, reich profilierte Stuckdecken teilweise mit Holzintarsienmalerei, Bäder mit zwei nachgewiesenen hochwertigen Ausmalungen, ehemaliger Wintergarten im Erdgeschoss mit nachgewiesener dekorativer Ausmalung, originale überwiegend zweiflügelige Türanlagen, teils verglast mit geätzten Scheiben oder Bleiglas, Parkettböden mit ornamentalen Gestaltungselementen, Wandvertäfelungen u. a., langjährig leer stehend und in verwahrlostem Zustand, Hinterhaus: auf winkelförmigem Grundriss, zweigeschossig, Glattputz, waagerechte Fensterverdachungen, Walmdach, erbauungszeitlich mit Stallungen, Wagen-Remisen, Stube für Kutscher, Geschirrkammer, Backofen/-küche, Waschküche, Gesindewohnung, Futterboden. | 09231082 |
| Direkt Bild zu diesem Denkmal hochladen | Mietshaus in halboffener Bebauung (zu Nr. 45 zugehörig) | Äußere Schneeberger Straße 43 (Karte)  | 1894                                    | Schlichter Klinkerbau von bauhistorischer Bedeutung. Viergeschossiger Klinkerbau, fünf Achsen, Seitenrisalit links, Sockel Polygonmauerwerk aus Porphyr wie am Nachbarhaus, Hauseingang rechts zurückversetzt mit Treppe und originaler Haustür, Gurtgesims, Lisenengliederung, orangeroter Klinker über alle Geschosse, originale Fenstergewände, Erdgeschoss Segmentbogenfenster, 1. Obergeschoss mit waagerechter Fensterverdachung am Seitenrisalit 1. Obergeschoss Dreieckgiebelverdachung, 2. Obergeschoss Segmentbogenverdachung, 3. Obergeschoss waagerechte Fensterverdachung, Mansarddach, Giebel ursprünglich als Brandgiebel für den Anschluss einer weiteren Bebauung ausgebildet, dort kleiner Vorhaus-Anbau von 1901 in Fachwerkkonstruktion mit Klinkerausfachung mit originaler Eingangstür und Krüppelwalmdach, dieser Eingang führte in das Baubüro des Baumeisters Th. Keller, das sich im Erdgeschoss des Hauses befand, nachträglicher Balkonanbau, im Hinterhofbereich befand sich ursprünglich das Gelände des Baugeschäfts mit Zimmerei, Tischlerei u. a., heute nicht erhalten, Sanierung 2000. | 09231085 |
| Direkt Bild zu diesem Denkmal hochladen | Mietshaus in halboffener Bebauung (zugehörig Nr. 43) | Äußere Schneeberger Straße 45 (Karte)  | 1894                                    | Klinkerbau, von bauhistorischer Bedeutung. Viergeschossiger, oranger Klinkerbau mit polygonaler Eckausbildung, 4 × 3 Achsen, seitlich links angeordnete Durchfahrt mit zweiflügeligem, originalem Holztor, mit großem Oberlicht, Fenster im 1. und 2. Obergeschoss mit waagerechten Fensterverdachungen, am Eckrisalit 1. Obergeschoss Segmentbogenverdachungen, 2. Obergeschoss Dreockgiebelverdachungen, 3. Obergeschoss waagerechte Fensterverdachungen, hier im Traufbereich Konsolfries, profilierte Fenstergewände, schlichte, zeittypische Gestaltung, Mansarddach, im Dachbereich vereinfacht, Balkonanbau, Sanierung 2000. | 09231086 |
| Direkt Bild zu diesem Denkmal hochladen | Villa | Äußere Schneeberger Straße 49 (Karte)  | 1859                                    | Baulich vereinfachte Historismusvilla von bauhistorischer Bedeutung. Zweigeschossiger Bau mit Mittelrisalit auf annähernd quadratischem Grundriss, Erdgeschoss komplett verändert, Obergeschoss mit Lisenengliederung, mittig angeordnete Dreierfenstergruppe durch Blendbögen miteinander verbunden, Würfelfries am Kranzgesims, Dreieckgiebel über dem Mittelrisalit mit Konsolfries, der Giebel bekrönt mit Akroterien, keine bemerkenswerte, originale Innenausstattung erhalten. Bei dem Kulturdenkmal handelt es sich um eine zweigeschossige Villa mit Hochparterre. Sie wurde im Jahre 1858 durch den Zwickauer Baumeister Ferdinand Herold entworfen und im darauffolgenden Jahr unter dessen Leitung errichtet. Bauherr und Auftraggeber war der Zwickauer Stadtrat W. Bamberger, Direktor der Chemischen Fabrik J. E. Devrient. Das Anwesen liegt an der Ausfallstraße nach Schneeberg. Es ist bekannt, dass sich seit Mitte des 19. Jh. an den Ausfallstraßen der sächsischen Groß- und Mittelstädte verstärkt Handel und Gewerbe ansiedelten und mit ihren Neubauten deren Ränder verdichteten und gleichsam prägten. Ungewöhnlich und deshalb besonders bemerkenswert ist die frühe Wahl eines Villenstandortes in diesem Bereich. Vermutlich ist die unmittelbare Nähe zum Fabrikgrundstück ein Kriterium für die Standortwahl gewesen. Der Gestaltungswille des klassizistisch geschulten Baumeisters wird an der gedrungenen rechteckigen Grundrissform, dem sockelhaften Hochparterre, der strengen Zweigeschossigkeit, dem Zeltdach, der Massenproportionierung und dem Fassadenschmuck lesbar. Zwei Mittelrisalite gliedern die Längsseiten. Ihre Satteldächer durchdringen rechtwinklig das Hauptdach und bestimmen so den Kreuzungspunkt der wesentlichen Achsen des Hauses. Der hofseitige Risalit tritt stärker aus der Front hervor und betont mit der ehemals vorgelagerten Terrassenfreitrppe den Übergang zum Gartenbereich. Von gleicher Klarheit erweist sich der Fassadenaufriss. Dreiachsig wie die Mittelrisalite sind die Giebelseiten gegeben. Der Vertikalbetonung halten die drei Hauptgesimse die Waage. Die Lagerhaftigkeit des Erdgeschoss-Bereiches wurde ehemals durch eine Putzquaderung noch verstärkt. Das Pendant hierzu bildet der auf Ecklisenen gelagerte gebälkartige obere Gebäudeabschluss mit dem weit vorkragenden zahnschnittgezierten Kranzgesims. | 09231088 |
| Direkt Bild zu diesem Denkmal hochladen | Wohnhaus | Äußere Schneeberger Straße 52 (Karte)  | 1861                                    | Früher Putzbau in gutem Originalzustand, von bauhistorischer Bedeutung. Als Wohnhaus für den Maurermeister C. F. Weißfloh erbaut, dreigeschossiger, fünfachsiger Putzbau, im Erdgeschoss mit Putzquaderungen, Rundbogenfenster und Türöffnungen, zu beiden Seiten Türöffnungen mit Ziervergitterung der Glaseinsätze der Türen, zeittypische Bauornamentik, Gurt- und Fensterbankgesimse verkröpft, profilierte Fenstergewände in beiden Obergeschossen mit waagerechter Fensterverdachung, seitlich auch mit Dreieckgiebelverdachung und flankiert von Säulen, Fensterbrüstungsfelder der seitlich angeordneten Fenster im ersten Obergeschoss versehen mit Gussbalustern, profiliertes Kranzgesims, Satteldach, die Giebelseite vereinfacht. | 09248111 |
| Direkt Bild zu diesem Denkmal hochladen | Ehemaliges Umspannwerk, Haupttransformatorenstation, heute Gewerbeobjekt | Äußere Schneeberger Straße 55a (Karte) | 1913                                    | Schlichter Industriebau von bauhistorischer und technikgeschichtlicher Bedeutung. Anderthalbgeschossiges Gebäude, langgestreckter Putzbau mit Natursteinquaderung als Eckeinfassung der Risalite und im Sockelbereich, 9 × 3 Achsen, an der Längsseite zwei einachsige Seitenrisalite, hier ursprünglich Fenster, heute zugemauert, heute nur Rechteckfenster mit Sandsteinkämpfern in großen Blendbögen, Giebelseite mit mittigem risalitartigem Vorbau, hier ebenfalls ursprünglich Fensteröffnung und Rankgitter, links ehemaliger Zugang mit vorgelagerter Treppe, heute zugemauert und Treppe entfernt, Walmdach, unter der Traufe umlaufend schmales Band mit kleinen Fensteröffnungen, ohne technische Ausstattung. | 09231083 |
| Direkt Bild zu diesem Denkmal hochladen | Mietshaus in offener Bebauung | Breithauptstraße 8 (Karte)             | bez. 1891                               | Aufwändig gestalteter Klinkerbau in gutem Originalzustand, städtebaulich und baugeschichtlich von Bedeutung. Dreigeschossig, sechs Achsen, gelber Klinker, Sockel nachträglich verputzt mit originalen Vergitterungen der Kellerfenster, Werksteinfenstergewände, im ersten Obergeschoss repräsentativ ausgebildet mit waagerechter Verdachung bzw. Dreieckgiebelverdachung, darin Kopfdarstellungen, zwischen den mittleren Fenstern Putzflächen mit Sgraffito, ornamentale Darstellungen sowie Initiale, bezeichnet 1891, ansonsten relativ schlicht, rün gestrichene Putzbänder als Dekoration, die Fensterbrüstungen mit Putz-Stuck-Dekorationen im ersten Obergeschoss versehen, zweiachsiger Dacherker, Satteldach. | 09230097 |
| Direkt Bild zu diesem Denkmal hochladen | Villa mit Resten der Innenausstattung | Breithauptstraße 13 (Karte)            | 1872                                    | Original erhaltener Bau des Historismus mit sehr guter Innenausstattung, ehemaliger Wohnsitz des Zwickauer Architekten Albin Zumpe | 09230098 |
| Direkt Bild zu diesem Denkmal hochladen | Wohnhaus in offener Bebauung | Casparistraße 1 (Karte)                | 1872, später überformt                  | Putzbau von architekturhistorischer Bedeutung. Bei dem Kulturdenkmal handelt es sich um ein dreigeschossiges Mehrfamilienwohnhaus mit Hochparterre in offener Bebauung. Es wurde im Jahre 1872 durch den bedeutenden Zwickauer Baumeister Franz Wolf, als zweigeschossiges Wohnhaus, entworfen und unter dessen Leitung errichtet. Auftraggeber war der Obersteiger Christian Friedrich Franke. Die ursprünglichen Grundriss-Strukturen sind weitestgehend erhalten geblieben. Nachdem der Papiergroßhändler Rudolf Erler das Gebäude erworben hatte, ließ er ein 2. Obergeschoss aufsetzen und die ehemalige, erdgeschossige Veranda in einen zweigeschossigen, massiven Anbau umgestalten. Begründung per Sept. 99: Bei dem Kulturdenkmal handelt es sich um ein ursprünglich zweigeschossiges Zweifamilien-Wohnhaus mit Hochparterre, in offener Bebauung. Es wurde im Jahre 1872 durch den bedeutenden Zwickauer Baumeister Franz Wolf entworfen und unter dessen Leitung errichtet. Bauherr und Auftraggeber war der Obersteiger Christian Friedrich Franke. 1922 erhielt das Gebäude einen massiven Anbau und ein 2. Obergeschoss; für die Planung zeichnete August Henning verantwortlich, Auftraggeber war der Papiergroßhändler Rudolf Erler. Trotz des Umbaus ist das typische Erscheinungsbild der 1870er Jahre gut ablesbar geblieben. Auch die originale Raumaufteilung ist nahezu unverändert erhalten geblieben. | 09230112 |
| Direkt Bild zu diesem Denkmal hochladen | Villa mit qualitätvoller Treppenhausausstattung | Casparistraße 2 (Karte)                | bez. 1873                               | Wohnhaus des Kohlewerksbesitzers Sarfert, vereinfachter Putzbau von geschichtlicher Bedeutung. Errichtet für den Kohlewerksbesitzer Sarfert. Über quadratischem Grundriss errichteter, zweigeschossiger Putzbau, fünf Achsen, Gurtgesims als Fensterbankgesims ausgebildet, Sockel Polygonmauerwerk, einfache zeittypische Fenstergewände, teilweise mit Ohrung, profiliertes Kranzgesims, unter dem zweiachsigen vereinfachten Dacherker Konsolen, seitlich originale Haustür mit Ziervergitterung, an der Hauseingangsseite bezeichnet Anno 1873, die Wohnungstüren sind alle erneuert. | 09230113 |
| Direkt Bild zu diesem Denkmal hochladen | Mietvilla | Casparistraße 4 (Karte)                | 1871                                    | bemerkenswerter Gründerzeitbau von architekturhistorischer Bedeutung. Zweigeschossiger Putzbau über rechteckigem Grundriss, aufwändige Historismusfassade, 4 × 6 Achsen, Sockelbereich Putzquaderung, Kellerfenster mit Vergitterung, Straßenfassade: regelmäßig angeordnete Rechteckfenster, im Erdgeschoss in der Mitte Nische mit weiblicher Figur (lebensgroß), daneben jeweils ein gebundenes Fenster mit waagerechter Fensterverdachung auf geschweiften Konsolsteinen, Fensterbankgesimse in beiden Stockwerken, Sohlbänke auf geschweiften Konsolen mit Akanthusblatt belegt, Fensterbrüstungen im Obergeschoss mit Putz-Stuck- oder Gussrelief mit Pegasusdarstellungen, in der Mitte zwischen den beiden Fenstern im Obergeschoss große Putz-Stuck-Dekorationen, Mäanderfries am Kranzgesims, Giebel- und Traufseiten in gleicher Gestaltung, Hauseingang seitlich mit originaler Haustür und Bleiglasfenster im Oberlicht, Hoftraufseite mit vorgestellten neuen Balkonen, die die Hausansicht in keiner Weise beeinträchtigen. | 09230114 |
| Direkt Bild zu diesem Denkmal hochladen | Häusergruppe, bestehend aus drei Mietshäusern (Casparistraße 6 und 8 mit Lothar-Streit-Straße 13) in offener Bebauung und in Ecklage, mit zwei Bauplastiken und Einfriedung | Casparistraße 6; 8 (Karte)             | 1853, Nr. 6                             | Bauhistorisch bemerkenswerte Putzbauten im Stil der Neogotik mit Bauplastik an der Giebelseite, in sehr gutem Originalzustand. Zweigeschossige Putzbauten über rechteckigem Grundriss: Casparistr. 6: 5 × 2 Achsen, Satteldach, an der Giebelseite einachsiger, zweigeschossiger Putzbau, dort Hauseingang, ursprünglich vermutlich Eingangsvorbau, der später aufgestockt wurde, Hauseingangstür aus der Bauzeit, zweiflügelig mit geteiltem Oberlicht, Türportal an Sitznischenportal erinnernd, an der Giebelseite, annähernd mittig angeordnet lebensgroße Plastik auf Konsole, Konsole bezeichnet „1853“ĵ, über der Plastik Baldachin, Die Plastik stellt vermutlich einen Baumeister in mittelalterlicher Tracht dar, erkennbar an Zirkel und Winkel in Händen des Dargestellten, weiterhin hinter dem Rücken Grabstein (vermutlich Freimaurersymbolik), am Kranzgesims traufseitig Zackenfries und Konsolfries, Gauben entstellend vergrößert mit Satteldach, im Hofbereich moderner Anbau, der sich zurückhaltend an den Originalbau anschließt. Casparistr. 8: dreigeschossiges Mittelgebäude einer Hausgruppe, flankiert von zweigeschossigen Gebäuden, Putzbau mit Stufengiebel, dieser bekrönt von kleinen Obelisken, zurückversetzter mittig angeordneter Hauseingang mit Treppen, Segmentbogenfensteröffnungen, zumeist zu Zwillingsfenstern zusammengefügt, teilweise mit eingestellten Säulen und Nischen. Lothar-Streit-Straße 13: im Winkel aneinandergefügte Hausgruppe, zweigeschossiger Putzbau mit zeittypischen, profilierten Fenstergewänden, Segmentbogenfenster bzw. Rechteckfenster, im Obergeschoss Überschlaggesimse, seitlich angeordnet Hauseingang mit verglaster Veranda, originale Haustür, Vierfeldertür, zweiflügelig mit gesprosstem Oberlicht, Segmentbogenabschluss mit profiliertem Natursteingewände, zwischen Sockel und Erdgeschoss Fensterbankgesims, an der Traufe Zick-Zack-Fries und Putz-Stuck-Dekoration, angefügt giebelständiger Bau mit Plastik auf Konsole, an der Konsole bezeichnet 1858, darauf lebensgroße Plastik – Darstellung eines Geistlichen mit Kutte und Rosenkranz, darüber baldachinartige Bekrönung, unter den Überschlaggesimsen des Obergeschoss Dreipassornament, das Haus gehört zu den wenigen Gebäuden in neogotischer Formensprache in Zwickau, Casparistraße 6/8: erbaut 1855 an das bereits 1853 errichtete Eckhaus Lothar-Streit-Straße 13. | 09230115 |
| Direkt Bild zu diesem Denkmal hochladen | Gedenkstein zur Erinnerung an das im 2. Weltkrieg zerstörte Haus der KPD-Leitung Unterbezirk Zwickau | Dr.-Friedrichs-Ring (Karte)            | nach 1945                               | Gedenkstein von stadthistorischer Bedeutung. Inschrift: „Hier stand / das Haus der / KPD / Unterbezirk / Zwickau / zerstört durch / amerikanische / Luftangriffe / am 19.03.1945,/ Wirkungsstätte von / Martin Hoop.“ Stein aus Naturquadern aufgebaut mit Inschrifttafel und eingemeißelter Schrift | 09230158 |
| Direkt Bild zu diesem Denkmal hochladen | Ehemaliger Gasthof, heute Bankgebäude | Dr.-Friedrichs-Ring 1 (Karte)          | um 1800                                 | Platzbildprägender Putzbau von städtebaulichem und stadtgeschichtlichem Wert. Zweigeschossiger, breit gelagerter Putzbau, 11 × 5 Achsen, Krüppelwalmdach, Hauseingang mittig, keine originale Tür erhalten. | 09230159 |
| Direkt Bild zu diesem Denkmal hochladen | Wohnhaus in geschlossener Bebauung | Dr.-Friedrichs-Ring 3 (Karte)          | bez. H. R. 1852.                        | Teil eines zeitgleich entstandenen Straßenzuges von stadtgeschichtlicher und baugeschichtlicher Bedeutung. Zweigeschossiger Putzbau mit Putzquaderung im Erdgeschoss, Glattputz im Obergeschoss, sechs Achsen, Drempelgeschoss, Satteldach, ursprünglich vermutlich zwei Toreinfahrten seitlich angeordnet, die eine mit Prellsteinen und Schlussstein, heute zugesetzt mit zwei Fensterachsen, die andere mit Schlussstein bezeichnet „H. R. 1852.“, profiliertes Kranzgesims. | 09230162 |
| Direkt Bild zu diesem Denkmal hochladen | Wohnhaus in geschlossener Bebauung | Dr.-Friedrichs-Ring 5 (Karte)          | 1852                                    | Zeittypischer Putzbau, als Teil eines zeitgleich entstandenen Straßenzuges von bauhistorisch- und stadthistorischer Bedeutung. Zweigeschossig, sieben Achsen, qualitätvolle Fassade, in neogotischer Formensprache mit profiliertem Kranzgesims als und Gurtgesims, dieses als Fensterbankgesims ausgebildet, Eingangstür zurückversetzt mit zweiflügeliger Holztür mit Oberlicht, Türportal stufenförmig oben abschließend ebenso die Fenstergewände im Erdgeschoss mit einem kleinen Medaillon im Blendbogen, Erdgeschoss Rechteckfenster, Obergeschoss Rundbogenfenster mit Überschlaggesims, profiliertes Kranzgesims, Satteldach Fenstergewände profiliert, einfache Gauben – vermutlich nicht original. | 09230164 |
| Direkt Bild zu diesem Denkmal hochladen | Wohnhaus in geschlossener Bebauung | Dr.-Friedrichs-Ring 7 (Karte)          | bez. 1852 (Relief über Eingangstür)     | Teil eines zeitgleich entstandenen Straßenzuges, stadthistorisch und bauhistorisch bedeutsamer Putzbau in neogotischer Formensprache. Zweigeschossig, fünf Achsen, Mitteleingang mit qualitätvoller, singulärer neugotischer zweiflügeliger Holztür mit Oberlicht, stufenförmiges Türportal im Porphyrton ebenso die Fenstergewände im Erdgeschoss, Putzquaderung im Erdgeschoss, Gurtgesims als Fensterbankgesims mit Fries, im Erdgeschoss Rechteckfenster, im Obergeschoss Segmentbogenfenster ebenfalls mit porphyrfarbigen Gewänden eingefasst, mit eingestellten Säulen und Überschlaggesims, Kranzgesims mit Kragsteinen und Profilierung. | 09230166 |
| Direkt Bild zu diesem Denkmal hochladen | Wohnhaus mit im rechten Winkel anschließendem Seitenflügel in der Lothar-Streit-Straße in geschlossener Bebauung | Dr.-Friedrichs-Ring 9 (Karte)          | 1852                                    | qualitätvoller Putzbau als Teil einer zeitgleich entstandenen Häuserzeile von städtebaulicher sowie baugeschichtlicher und stadtgeschichtlicher Bedeutung. jetzt als Kindergarten genutzt, auf winkelförmigem Grundriss errichtete zweigeschossige Bauten, im Erdgeschoss Putzquaderung, im Obergeschoss Glattputz, Segmentbogenfenster, Galgenfenster mit porphyrfarbigen Fenstereinfassungen, im Obergeschoss waagerechte Fensterverdachungen, profiliertes Kranzgesims, die Fensterbrüstungen im 1. Obergeschoss teilweise dekoriert mit floraler Ornamentik, zwischen den beiden Flügeln Balkon getragen von Säulen, darunter Hauseingang mit Nischen, dort ursprünglich Plastik, nur noch Postament erhalten, originale Fenster sowie Haustür: zweiflügelig mit Glaseinsatz und Ziervergitterung sowie Oberlicht, Walmdach, neoklassizistischer Putzbau. | 09230168 |
| Direkt Bild zu diesem Denkmal hochladen | Schule mit Turnhallen, mit vorgelagerter Grünanlage | Lothar-Streit-Straße 2 (Karte)         | 1883                                    | Historisierender Schulbau, Klinkerfassade mit Eckbetonung, von städtebaulichem und stadtgeschichtlichem sowie baugeschichtlichem Wert. Seit 1904 2. Bürgerschule, 1996 Wiederaufbau des Eckturmes über dem Haupteingang, Eckbau mit polygonaler Eckausbildung, orange Klinker, dreigeschossig, Sockel Polygonmauerwerk, einfache zeittypische Fenstergewände aus Naturstein, die Fenster als Rechteckfenster bzw. im Erdgeschoss als Segmentbogenfenster ausgebildet, der Schuleingang befindet sich an der Ecke, Haustür original erhalten mit Ziervergitterung, zweiflügelige Holztür mit Diamantquadern besetzt, gesprosstem Oberlicht, über dem Hauseingang Inschrift: „Humboldtschule“, an das Gebäude anschließend Turnhalle: Zweigeschossiger und dreiachsiger Mittelteil, beiderseits ein geschossige Flügelbauten mit Turnhallen mit jeweils vier Fensterachsen, im Hof schließt an den Mittelbau eine dritte eingeschossige Turnhalle an, alle Bauteile mit Segmentbogenfenstern, gleiche Gestaltungselemente wie die Schule, in einer der Turnhallen vier originale Stahlfenster, alle Gebäudeteile, auch die Schule, mit Walmdach abschließend. | 09230602 |
| Direkt Bild zu diesem Denkmal hochladen | Villa mit Einfriedung | Lothar-Streit-Straße 6 (Karte)         | 1864                                    | In den 1920er-Jahren überformter sachlicher Putzbau von architekturhistorischer Bedeutung. Zweigeschossig, über annähernd quadratischem Grundriss errichteter Putzbau mit Mittelrisalit, 4 × 4 Achsen, Fassade gegliedert durch Putz-Stuck-Felder und kannelierte Lisenen an den Ecken des Hauses und des Mittelrisalits, Fenster nicht vorbildgerecht erneuert, Hauseingang seitlich mit original erhaltenen Laternen sowie schmiedeeiserner Eingangsüberdachung, Haustür vermutlich aus der Überformungsphase, an der Hausrückseite zweigeschossiger Anbau ohne Denkmalwert. | 09230603 |
| Direkt Bild zu diesem Denkmal hochladen | Wohnhaus in offener Bebauung, mit Nebengebäude | Lothar-Streit-Straße 8 (Karte)         | 1887                                    | Ehemaliges Landhaus mit Turm und mehreren Anbauten, gut erhaltener Baukomplex aus dem 19. Jh. von architekturhistorischer Bedeutung. Zweigeschossiger Putzbau über unregelmäßigem Grundriss mit traditionellen, aufgeputzten Fenstergewänden, Putz-Stuck-Feldern auf den Fensterbrüstungen sowie Putzquaderung an den Ecken und an den Seitenrisaliten sowie Putzbänder und verkröpftes Gurtgesims, dreigeschossiger Turm mit Zierfachwerk am Drempel, originale Holzhaustür, zweiflügelig mit Würfelfries am Kämpfer, Walmdach, weit vorkragend auf hölzernen verzierten Konsolen. Im Inneren: originale Zimmertüren, im Obergeschoss eine aufwändig gestaltete Wohnungstür mit Bleiglasfenstern, dreiläufige Treppenanlage mit Terrazzostufen. Hintergebäude: durch Brandmauer von Vordergebäude getrennt, gleiche Gestaltungselemente wie Vordergebäude. | 09230604 |
| Direkt Bild zu diesem Denkmal hochladen | Villa | Lothar-Streit-Straße 9 (Karte)         | 1896                                    | Zeittypischer, original erhaltener Klinkerbau von künstlerisch und baugeschichtlich von Bedeutung. Eingeschossiger gelber Klinkerbau über unregelmäßigem Grundriss mit Vor- und Rücksprüngen, seitlichen Treppenhausvorbauten, polygonalem Erker, Seitenrisalit mit Stufengiebel, weiterer Stufengiebel mit Segmentbögen und Bekrönungen, umlaufendes Gurtgesims, Eckquaderung mit aufgeputzten Bossenquadern, originalen Fenstereinfassungen aus der Erbauungszeit und waagerechteFensterverdachungen, darüber Bogenfelder mit Engelsköpfen und Putz-Stuck-Dekorationen, Haustür original mit Glaseinsätzen und Ziervergitterung, zweite Haustür dem Original entsprechend nachgebaut, alle Fenster als Kreuzstockfenster aufgearbeitet, Walmdach, im Dachbereich Veränderungen. | 09230605 |
| Direkt Bild zu diesem Denkmal hochladen | Seitengebäude und Kraftwagen-Einstellraum und Verkaufspavillon der ehemaligen Automobilwerkstatt Otto Degenhardt | Lothar-Streit-Straße 11 (Karte)        | 1938 (Kraftwagen-Einstellraum)          | Traditioneller Klinkerbau und zweckorientierter Flachbau in den Traditionen des Bauhauses in hervorragendem Originalzustand. Kraftwagen-Einstellraum: Eingeschossiger Putzbau mit flach geneigtem Dach auf regelmäßigem, getrepptem Grundriss, den Mitteltrakt bildete der Autowaschraum, beiderseits dieses Raumes schlossen sich diagonal Garagen an, an der Stirnseite der Anlage befand sich ein Raum für den Tankwart, zu beiden Seiten Ausstellungsräume, architektonisch anspruchsvoll gestalteter Zweckbau, der in den Traditionen des Bauhauses steht. Seitengebäude: Zweigeschossiger roter Klinkerbau mit gelben Klinkerbändern, Gurtgesims als Würfelfries ausgebildet, Segmentbogenfenster, Walmdach mit Aufzugsluke, auf Häuserrückseite große Inschrift in gelben Klinkern: „Fahrräder Otto Degenhardt“. | 09231779 |
| Direkt Bild zu diesem Denkmal hochladen | Häusergruppe, bestehend aus drei Mietshäusern (Casparistraße 6 und 8 mit Lothar-Streit-Straße 13) in offener Bebauung und in Ecklage, mit zwei Bauplastiken und Einfriedung | Lothar-Streit-Straße 13 (Karte)        | 1853, Nr. 6                             | Bauhistorisch bemerkenswerte Putzbauten im Stil der Neogotik mit Bauplastik an der Giebelseite, in sehr gutem Originalzustand. Zweigeschossige Putzbauten über rechteckigem Grundriss: Casparistr. 6: 5 × 2 Achsen, Satteldach, an der Giebelseite einachsiger, zweigeschossiger Putzbau, dort Hauseingang, ursprünglich vermutlich Eingangsvorbau, der später aufgestockt wurde, Hauseingangstür aus der Bauzeit, zweiflügelig mit geteiltem Oberlicht, Türportal an Sitznischenportal erinnernd, an der Giebelseite, annähernd mittig angeordnet lebensgroße Plastik auf Konsole, Konsole bezeichnet „1853“, über der Plastik Baldachin, Die Plastik stellt vermutlich einen Baumeister in mittelalterlicher Tracht dar, erkennbar an Zirkel und Winkel in Händen des Dargestellten, weiterhin hinter dem Rücken Grabstein (vermutlich Freimaurersymbolik), am Kranzgesims traufseitig Zackenfries und Konsolfries, Gauben entstellend vergrößert mit Satteldach, im Hofbereich moderner Anbau, der sich zurückhaltend an den Originalbau anschließt. Casparistr. 8: dreigeschossiges Mittelgebäude einer Hausgruppe, flankiert von zweigeschossigen Gebäuden, Putzbau mit Stufengiebel, dieser bekrönt von kleinen Obelisken, zurückversetzter mittig angeordneter Hauseingang mit Treppen, Segmentbogenfensteröffnungen, zumeist zu Zwillingsfenstern zusammengefügt, teilweise mit eingestellten Säulen und Nischen. Lothar-Streit-Straße 13: im Winkel aneinandergefügte Hausgruppe, zweigeschossiger Putzbau mit zeittypischen, profilierten Fenstergewänden, Segmentbogenfenster bzw. Rechteckfenster, im Obergeschoss Überschlaggesimse, seitlich angeordnet Hauseingang mit verglaster Veranda, originale Haustür, Vierfeldertür, zweiflügelig mit gesprosstem Oberlicht, Segmentbogenabschluss mit profiliertem Natursteingewände, zwischen Sockel und Erdgeschoss Fensterbankgesims, an der Traufe Zick-Zack-Fries und Putz-Stuck-Dekoration, angefügt giebelständiger Bau mit Plastik auf Konsole, an der Konsole bezeichnet 1858, darauf lebensgroße Plastik – Darstellung eines Geistlichen mit Kutte und Rosenkranz, darüber baldachinartige Bekrönung, unter den Überschlaggesimsen des Obergeschoss Dreipassornament, das Haus gehört zu den wenigen Gebäuden in neogotischer Formensprache in Zwickau. Casparistraße 6/8: erbaut 1855 an das bereits 1853 errichtete Eckhaus Lothar-Streit-Straße 13. | 09230115 |
| Direkt Bild zu diesem Denkmal hochladen | Villa mit Einfriedung und Vorgarten | Lothar-Streit-Straße 14 (Karte)        | 1873                                    | Architektonisch anspruchsvoller Putzbau, künstlerisch und baugeschichtlich von Bedeutung. Zweigeschossiger Putzbau über annähernd quadratischem Grundriss, Sockel Putznutung, Fassade gegliedert durch Pilaster bzw. Lisenen, Fenster zu Fenstergruppen zusammengefasst, profilierte Fenstergewände und teilweise waagerechte Fensterverdachungen, umlaufendes verkröpftes Kranzgesims, Dacherker mit segmentbogenförmigem Abschluss und Korbbogenfenster, neben diesem Putz-Stuck-Dekoration – Fruchtgehänge (u. a. Äpfel, Ananas, Blätter), über dem Fenster Schlussstein, darüber medaillonartige Darstellung flankiert von Füllhörnern und Fruchtgehängen, Einfriedung: nur Zaunspfeiler und Konsolen erhalten, während die Zaunfelder erneuert sind. | 09230608 |
| Direkt Bild zu diesem Denkmal hochladen | Reste einer Allee | Lothar-Streit-Straße 16 (Karte)        |                                         | Ursprünglich die Töpfergasse säumend und den Verlauf des ehemaligen Frühbusser Steiges partiell dokumentierend von stadtgeschichtlichem/siedlungsgeschichtlichem und verkehrsgeschichtlichem Wert. Der Alleerest entlang des sog. Grünen Hofes kann als Anzeiger des alten Handelsweges gelten, der von Zwickau nach Böhmen führte. Später verlief hier die Töpfergasse, die schon bald einem Straßenraster weichen musste. Dann verlor der Weg seine Bedeutung und führte nur noch als untergeordneter Weg nach Planitz usw. Nur im Bereich des Flurstücks 704/5 sind Alleereste erhalten. Die Allee besteht aus Italienischen Säulenpappeln. | 09302870 |
| Direkt Bild zu diesem Denkmal hochladen | Ehemalige Mietvilla mit herausragender Innenausstattung sowie Hinterhaus, Einfriedung, Garten und Hofpflasterung | Lothar-Streit-Straße 19 (Karte)        | 1890 (Mietvilla)                        | Heute Bezirkskirchenamt, architektonisch anspruchsvoller Neorenaissancebau mit herausragender Innenausstattung, baugeschichtlich von Bedeutung. Ab 1995 Freilegung und Restaurierung des Treppenhauses durch Restaurator Georgie, Wandflächen, Treppenhauswangen, Deckengemälde – alles dem Original entsprechend aufgearbeitet, u. a. marmorierte Wandflächen mit floralen Ornamenten eingefasste Felder, Friese u. a. „laufender Hund“, an der Decke Stadtveduten – vermutlich italienische Landschaften sowie ornamentale und figurale Dekorationen, Fruchtgirlanden und Blumengirlanden sowie weibliche Engel, Maskendarstellungen und reine ornamentale Darstellungen, auf dem Treppenhauspodest Fliesen mit floralen Dekorationen (mehrfarbig), Treppenhausfenster mit Butzenscheiben, ebenso sind die Treppenunterseiten bemalt, weiterhin Drachendarstellungen, im Erdgeschoss Brüstung aus Stucco lustro mit Balustern, auch im Erdgeschoss farbige Fliesen mit ornamentalen Dekorationen, im gesamten Haus die originalen Türen aus der Erbauungszeit erhalten, im Erdgeschoss die Decke als Böhmisches Kappengewölbe auf Gurtbögen ausgebildet, Vorderhaus (Außen): Über rechteckigem Grundriss errichteter, zweigeschossiger Klinkerbau mit zwei Seitenrisaliten zur Straße, mit Natursteindekorationen, Eckquaderungen und Fenstergewänden, teilweise mit waagerechter Fensterverdachung bzw. Segmentbögen mit floralen Dekorationen im Bogenfeld, die Originalfenster sind aufgearbeitet, orangeroter Klinker, zur Straße vier Achsen, zweigeschossig, zwei Seitenrisalite, diese mit Dacherker, zweiachsig, die Fenster mit Sandsteineinfassung, teilweise flankiert von Sandsteinpilastern mit waagerechten Fensterverdachungen, Mansarddach, mittig angeordnete zweiachsige Gaube – ebenfalls mit Sandsteinverblendung, seitlich im Erdgeschoss kleiner polygonaler Erker mit Sandsteinverkleidung, darüber Balkon mit durchbrochener Sandsteinbrüstung, große repräsentative Balkontür mit Dreieckgiebelverdachung, seitlich drei Gauben mit Walmdach, etwas entstellender Anbau, zweigeschossig, aus den 1920er-Jahren, Hinterhaus: Auf winkelförmigem Grundriss errichteter zweigeschossiger Zweckbau in Klinkerbauweise in traditioneller Gestaltung, dekoriert durch mehrfarbige Klinker bzw. dunkelrot glasierte Ziegel, Läuferschichten, die Fenster als Segmentbogenfenster ausgebildet, ebenso die Tür- und Garagenöffnungen mit originalen Türen, am Drempelbereich vorkragend dekorierte Deckenbalkenköpfe sowie Mansarddach, Fensteröffnungen mit roten Ziegeln eingefasst, Einfriedung: Zaun aus der Erbauungszeit mit Granitsäulen und -sockeln sowie schmiedeeisernen Zaunfeldern, Garten: heute überwachsene Gartenwege mit Granitkanten und ehemals wassergebundener Decke, Magnolie (Magnolia spec.) im hinteren Gartenbereich. | 09230609 |
| Direkt Bild zu diesem Denkmal hochladen | Ehemalige Poliklinik mit Grünanlage, heute Ärztehaus, Sozialdiakonisches Zentrum, Pflegestation, Tagespflegestation u. a. medizinische Einrichtungen | Lothar-Streit-Straße 22 (Karte)        | 1951–1953                               | Über L-förmigem Grundriss errichteter Putzbau, typisches Beispiel der 50er-Jahre-Architektur von baugeschichtlicher, sozialgeschichtlicher und stadtgeschichtlicher Bedeutung. Ursprünglich über L-förmigem Grundriss, heute über Z-förmigem Grundriss errichteter Putzbau, breit gelagerter Bau, zweigeschossig, mit schlichten, schmalen Fenstereinfassungen der Rechteckfenster durch Naturstein, Madenputz, verschiedene repräsentative Eingänge mit Freitreppen, schlichte Fassade in typischer Gestaltungsweise der 50er Jahre, Natursteinsockel, schmale Rechteckfenster gleichmäßig angeordnet, straßenseitig leicht vorspringender Mittelrisalit mit großen, schmalen Treppenhausfenstern, über diesem Mittelrisalit Gaube mit spitz zulaufender Welscher Haube, profiliertes Kranzgesims, geschweiftes Walmdach. | 09230610 |
| Weitere Bilder                          | Verwaltungsgebäude sowie Nebengebäude (Garagen), umgebende Grünanlage und zwei frei stehende Kandelaber am Eingang, ursprünglich Verwaltungsgebäude der Zwickauer Bergbaubetriebe, heute Gewerbeaufsichtsamt | Lothar-Streit-Straße 24 (Karte)        | 1921                                    | Repräsentativer, architektonisch anspruchsvoller Putzbau von architekturhistorischer und stadtgeschichtlicher Bedeutung. Zweigeschossiger, breit gelagerter Putzbau, Fensterachsen vertikal durch Putzeinfassungen zusammengefasst, Fensterbrüstungen mit Putz-Stuck-Feldern, dem Original nachempfundener Rauputz, mittig repräsentativer Eingang mit Inschrift über der Tür: „Haus der/Sächsischen/Steinkohle“. Weiterhin Medaillon mit Hammer und Schlägel. Haustür aus der Erbauungszeit – zweiflügelige Holztür mit Glaseinsätzen mit diagonal sich kreuzenden Sprossen, einfaches Portal aus Muschelkalkplatten, seitlich in Nischen eingestellte, konkav zulaufende, an Blumenschalen erinnernde Säulenschäfte, jeweils sechs dieser Schäfte übereinander gestellt, die am Fußpunkt jeweils dekoriert sind mit einfachen Ornamenten oder baumartigen Dekorationen, auf diesen Sockeln standen vermutlich ursprünglich Plastiken, repräsentative Treppe, Granit, auf den Treppenwangen Eisenkandelaber ebenfalls aus der Erbauungszeit, hohes Sockelgeschoss mit originalen, geschweiften Vergitterungen, im Inneren: Vorhalle, Treppenhaus – einfaches Treppengeländer, welches an den Enden schneckenförmig gedreht ist, repräsentatives Treppenhaus mit originalem Fliesenbelag, zweiläufige Treppe, Bleiglasfenster aus der Erbauungszeit mit abstrahierten, floralen Ornamenten, Treppengeländer aus Eisen mit Holzhandlauf, dieser mit Bierlasur versehen, Terrazzostufen, die Bleiglasfenster wurden aufgearbeitet mit originalen Schließmechanismen und Schutzverglasung innen. Im Hofbereich: Garagen über winkelförmigem Grundriss mit Durchfahrt, Garagentore nicht original, schiefergedeckte Walmdächer mit dreieckigen, weich eingedeckten Gauben. | 09230611 |
| Direkt Bild zu diesem Denkmal hochladen | Mietshaus in halboffener Bebauung | Lothar-Streit-Straße 25 (Karte)        | 1875                                    | Architektonisch anspruchsvoller Historismusbau in sehr gutem Originalzustand. Mit Nachbarhaus zusammengebaut, dreigeschossig, Putzbau, an der Straße fünf Achsen, Seitenrisalit, verkröpftes Gesims, Kranzgesims profiliert mit Konsolen, Pilastergliederungen und Lisenengliederung, Putz-Stuck-Dekorationen, im Erdgeschoss teilweise Putznutung und Putzquaderung an den Ecken, Hauseingang seitlich, nachträglich Balkonanbauten, originale Haustür – einflügelig mit fest stehendem Seitenteil, geteiltem Oberlicht, Glaseinsätze erneuert, Hoffassade schlicht, Mansardwalmdach mit veränderten Gauben. | 09230612 |
| Direkt Bild zu diesem Denkmal hochladen | Mietshaus in Ecklage in geschlossener Bebauung | Lothar-Streit-Straße 27 (Karte)        | 1913                                    | Traditioneller Putzbau von städtebaulicher Bedeutung. Das Straßenbild prägender Putzbau, dreigeschossig, über winkelförmigem Grundriss mit polygonaler Eckausbildung, im ersten Obergeschoss Erker über halbrundem Grundriss, im zweiten Obergeschoss polygonal fortgesetzt, im Dachgeschoss mit Glockendach abschließend, ebenfalls über dem Hauseingang polygonaler Erker über zwei Geschosse, originale Haustür mit sehr hohem geteiltem Oberlicht, Holzkassettentür zweiflügelig, Putznutung im Erdgeschoss, umlaufendes Gurtgesims, einfache Putz-Stuck-Dekoration, Dacherker weitgehend original erhalten, der eine Dacherker im Giebeldreieck mit ovalem Fenster, der zweite Dacherker mit Blendgiebel, im Bogenfeld Putz-Stuck-Dekorationen. | 09230613 |
| Direkt Bild zu diesem Denkmal hochladen | Mietshaus in Ecklage in halboffener Bebauung, mit Vorgarten-Einfriedung | Lothar-Streit-Straße 29 (Karte)        | 1869                                    | Qualitätvoller Historismus-Putzbau von städtebaulichem und baugeschichtlichem Wert. Über winkelförmigem Grundriss errichteter dreigeschossiger Putzbau mit Seitenrisaliten und Eckrisalit, Ecke polygonal ausgebildet, heute mit Gaststätte, über der Gaststätte Balkone, 7 × 7 × 1 Achse, Fenster eingefasst durch originale Fenstergewände mit waagerechter Verdachung bzw. Dreieckgiebelverdachung, einfachen Putz-Stuck-Dekorationen, verkröpfte Gurtgesimse zwischen jedem Stockwerk, Fensterbrüstungen zwischen dem ersten und dem zweiten Obergeschoss mit Putzstuckdekorationen versehen, Kranzgesims am Eckrisalit mit Fries „Laufender Hund“, Hauseingang zurückversetzt mit Treppe, zweiflügelige Haustür mit Ziervergitterung und Oberlicht, repräsentative Eingangshalle restauriert von Scholz & Völk 1997, quadratische Treppenhalle mit Säulenstellung und Gurtbögen, Eierstabfries, gewendelte Treppe – einläufig mit Eisengeländer, Wohnungstüren nicht erhalten, gleiche Gestaltung in den Obergeschossen, Stuckdecken sowohl im Erdgeschoss als auch im ersten Obergeschoss, Einfriedung: einfacher schmiedeeiserner Zaun. | 09230614 |
| Direkt Bild zu diesem Denkmal hochladen | Villa | Lothar-Streit-Straße 31 (Karte)        | 1913                                    | Original erhaltene kleine Vorstadtvilla von bauhistorischer Bedeutung in sehr gutem Originalzustand. Eingeschossiger Putzbau über annähernd quadratischem Grundriss, Fenstererker und Erker über polygonalem Grundriss, an diesen anschließend Balkon, originale Fenster mit gesprossten Oberlichtern, Fenster: mehrflügelige Kastenfenster mit gesprossten Oberlichtern, grün gestrichen, ursprünglich hatten sich am Haus Fensterläden befunden, Mansardwalmdach mit Biberschwanzdoppeldeckung, zwei Dacherker, ein Dacherker mit Putz-Stuck-Dekorationen u. a. Füllhörnern, im Inneren: Treppenhaus Bleiglasfenster mit Blumenornamentik, Oberlicht der Eingangstür ebenfalls mit Bleiglasfenster, Terrazzoböden im Treppenhaus, zweiläufige Granittreppe gewendelt mit Holzgeländer, zeittypische Wohnungstüren teilweise erhalten. | 09230615 |
| Direkt Bild zu diesem Denkmal hochladen | Villa mit Einfriedung und Vorgarten | Lothar-Streit-Straße 35 (Karte)        | 1871                                    | Gut erhaltener Historismusbau von architekturhistorischer und städtebaulicher Bedeutung. Zweigeschossiger Putzbau, Ecke dreigeschossig mit turmartiger Eckausbildung – diese auf rechteckigem Grundriss, Putzquaderung an den Ecken, umlaufende Fensterbankgesimse in beiden Geschossen, profilierte Fenstergewände aus der Erbauungszeit, profiliertes Kranzgesims, seitlich nachträglicher Anbau ohne Denkmalwert, Innen: im Treppenhaus farbige Fliesen sowie repräsentative Treppe mit Eisengeländer, Darstellung von Lilien und Kreisen, Teile der Stuckdecke noch erhalten, ansonsten durch Apothekeneinbau Veränderungen im Erdgeschoss-Bereich, Treppengeländer ursprünglich Eisenguss – heute nur noch Teile erhalten, im ersten Obergeschoss originaler vermutlich Meissner-Ofen sowie aufwändig dekorierte Stuckdecke mit Malereien, Parkettfußboden, im Treppenhaus und in den Wohnungen aufwändige Konsolsteine, Einfriedung: schmiedeeiserner Zaun aus der Erbauungszeit, Tor verändert. | 09230616 |
| Direkt Bild zu diesem Denkmal hochladen | Villa, mit Vorgarten und Einfriedung | Lothar-Streit-Straße 37 (Karte)        | bez. 1879                               | Architektonisch anspruchsvoller Historismusbau mit Holzveranda in sehr gutem Originalzustand. Zweigeschossiger Putzbau über rechteckigem Grundriss, Seitenrisalit, aufwändige Natursteinfenstergewände profiliert mit waagerechter Fensterverdachung, am Seitenrisalit auch Dreieckgiebelverdachung und Segmentbogenverdachung, an der Hofseite im ersten Obergeschoss hölzerner Wintergarten, vollständig im Original mit den Fenstern erhalten seitlich Putz-Stuck-Medaillons bezeichnet F. Falck 1879, die Villa gehörte dem Kohlewerksbesitzer F. Falck, im Inneren noch Reste der Innenausstattung, z. B. hölzerne, zweiläufige, teils gewendelte Treppe und originale Wohnungstüren, Einfriedung: schmiedeeiserner Zaun aus der Erbauungszeit. | 09230617 |
| Direkt Bild zu diesem Denkmal hochladen | Wohnhaus mit Holzveranda in offener Bebauung | Lothar-Streit-Straße 39 (Karte)        | 1871                                    | Neogotischer Putzbau von großer baugeschichtlicher Bedeutung, in sehr gutem Originalzustand. Zweigeschossig, vier Achsen, zweiachsiger Mittelrisalit mit vierachsigen Dacherker (zwei Zwillingsfenster mit Dreieckgiebelverdachung), Giebeldreieck des Dacherkers mit Dreipassfenster, Überschlaggesimse im ersten Obergeschoss, schlanke Korinthische Säule zwischen den Fenstern des Mittelrisalits, ähnliche Dekoration auch an der Giebelseite, über den Fensteröffnungen im Giebeldreieck Dreipass-Blendbögen sowie Dreipassfensteröffnungen, an der Hausrückseite aufwändig gearbeiteter Holzerker mit Bleiverglasung, Fachwerkkonstruktion mit gesägten Dekorationen, Satteldach. | 09230618 |
| Direkt Bild zu diesem Denkmal hochladen | Villa | Lothar-Streit-Straße 41 (Karte)        | 1877                                    | Original erhaltener Historismusbau von bauhistorischer und städtebaulicher Bedeutung. Zweigeschossig, auf annähernd rechteckigem Grundriss, mit Putzbändern, Putznutungen, originalen geohrten Fenstergewänden mit waagerechter Fensterverdachung teilweise auf Konsolsteinen, Fenster dem Original nachempfunden, Hauseingang seitlich, auch die Giebelseite in gleicher Gestaltung, Walmdach. | 09230619 |
| Direkt Bild zu diesem Denkmal hochladen | Wohnhaus in halboffener Bebauung, Teil eines Doppelwohnhauses (siehe auch Nr. 45) | Lothar-Streit-Straße 43 (Karte)        | 1873                                    | Gut erhaltener Historismusbau von bauhistorischer und städtebaulicher Bedeutung. Zweigeschossig, mit Nachbarhaus zusammengebaut in gleicher Gestaltung, fünf Achsen, Seitenrisalit, Segmentbogenfenster im Erdgeschoss, Obergeschoss Rechteckfenster mit aufwändigen Fenstergewänden aus der Erbauungszeit, am Seitenrisalit vorkragende Sohlbank auf geschweiften Konsolsteinen, waagerechte Fensterverdachung, umlaufender Fries, zwischen den Fenstern des Obergeschoss „laufender Hund“, Ecke dreigeschossig, Satteldach, im Treppenhaus Reste der ursprünglichen Ausstattung so u. a. im Treppenhaus Kreuzrippengewölbe mit Schlussstein, der eine Schlussstein bezeichnet Glück Auf, der andere Schlussstein mit Darstellung von Hammer und Schlegel (Bergbausymbole, die darauf schließen lassen, dass in diesem Gebäude ebenfalls ein Bergwerksbesitzer gewohnt hat), original erhaltene Haustür. | 09230620 |
| Direkt Bild zu diesem Denkmal hochladen | Wohnhaus in halboffener Bebauung in Ecklage, Teil eines Doppelwohnhauses (siehe auch Nr. 43) | Lothar-Streit-Straße 45 (Karte)        | 1873                                    | Traditioneller Historismusbau von städtebaulichem und baugeschichtlichem Wert. Gleiche Gestaltung wie das Nachbarhaus, allerdings ist die Sanierung nicht so qualitätvoll wie die des Nachbarhauses, als Eckhaus kommt diesem Gebäude ein großer städtebaulicher Wert zu, Ecke polygonal ausgebildet, an der Hausrückseite hölzerne Veranda mit aufwändiger, gesägter Brüstung sowie Leergespärre, originale Haustür, im Inneren gewendelte Treppe mit gusseiserner Säule, ansonsten modernisiert, keine originalen Wohnungstüren. | 09230621 |
| Direkt Bild zu diesem Denkmal hochladen | Mietshaus in geschlossener Bebauung | Saarstraße 6a (Karte)                  | 1903                                    | Aufwändiger Jugendstilbau von bauhistorischer Bedeutung in sehr gutem Originalzustand. Erdgeschoss Putznutung mit Rauputz, seitlich angeordnete Haustür mit Rokokoanklängen, mit geschweiftem Kämpfer und Füllung, mit Löwenköpfen besetzt mit hohem Oberlicht, Putz-Stuck-Dekorationen und Verdachungen über dem Eingang, beide Obergeschosse mit Kammzugputz und Glattputz sowie aufwändigen Putz-Stuck-Dekorationen, Ährenkränzen, Wappen, Darstellung eines Kleeblatts sowie einer sich windenden Schlange, vielleicht als Symbolik für Unendlichkeit, Würfelfries, seitlich Lisenengliederung, Dacherker mit Segmentbogenabschluss, Mansarddach, Obergeschoss wellenförmiger Kammzugputz, im Inneren in der Vorhalle Putz-Stuck-Dekorationen verschiedene Felder, weibliche Köpfe – Römerinnen darstellend, Jugendstildekorationen, Zwischentür als Pendeltür, diese ebenfalls Jugendstil, Terrazzoböden, zweiläufiges Treppenhaus mit Eisengeländer und Holzhandlauf, im Treppenhaus Bleiglasfenster ebenfalls Jugendstil mit floralen Dekorationen, originale Wohnungs- und Zimmertüren – zumindest teilweise erhalten, Fenster dem Original nachempfunden mit sprossengeteilten Oberlichtern. | 09230365 |
| Direkt Bild zu diesem Denkmal hochladen | Vereinsgebäude des Reitvereines mit angebauter Reithalle | Saarstraße 9 (Karte)                   | 1886                                    | Original erhaltene Reitsportanlagen von stadtgeschichtlicher Bedeutung. Gebäudekomplex bestehend aus quer stehendem Sozialgebäude und angebauter Reithalle, in dem Sozialgebäude befinden sich heute noch Ställe, Sattelkammer, Sozialräume, Sanitäranlagen und ein Klubraum, angeschlossen ist die Reithalle, die nachträglich umgebaut ist, die Innenausstattung ist vermutlich aus den 1950er-Jahren, Vorderhaus: zweigeschossiger, längsrechteckiger Bau mit zweiachsigem Mittelrisalit, alle Fenster als Rundbogenfenster ausgebildet mit Klinkereinfassung, Sohlbankgesims – im Obergeschoss aus Klinkerbinderschichten, am Mittelrisalit Rundfensteröffnung mit Pferdekopf, Satteldächer, Reithalle: ebenfalls Rundbogenfenster, baulich verändert, insbesondere die Dachkonstruktion komplett erneuert, das Gebäude wurde vermutlich 1886 für den Reitverein Zwickau gegründet, ursprünglich Brett über dem Eingang, heute nur noch im Bilderrahmen mit folgender Bezeichnung: „Zwickau, den 29. Sepbtr. 1886 zz Es war gerade zur Pflaumenzeit kostet a Korb 1 Mark/an dieser Türe haben gearbeitet/Mauerpolier Herman Franz Z./Mauergesellen Karl Paulig/Mauergesellen Edmund Kügner/an dieser Türe haben wir einen Brandwein getrunken/der Polier und wir zwei Gesellen für 6 Pfenge alle drei.“ | 09230366 |
| Direkt Bild zu diesem Denkmal hochladen | Duroplastfertigungsstrecke des Sachsenring-Werkes sowie zwei Automobile: Buggy-Trabant 601 und Trabant 500 Universal | Uhdestraße (Karte)                     | nach 1960 (Duroplast-Fertigungsstrecke) | Die Duroplast-Maschine ist die letzte noch erhaltene Fertigungsmaschine dieser Art, vom Trabant 500 Universal existieren noch drei Exemplare, damit kommt der Maschine und den Fahrzeugen eine große technikgeschichtliche Bedeutung zu. Duroplast-Maschine (Fertigungsstrecke) zur Herstellung von Kotflügeln, Motorhaube und Dach des Trabant: die Anlage besteht aus einer Krempelmaschine, auf der aus Baumwollfasern Vlies hergestellt wurde. Auf den Vlies wurde anschließend Kunstharz aufgebracht, danach wurden zahlreiche Lagen dieses Vlieses übereinander gelegt und gepresst. | 09301979 |
| Direkt Bild zu diesem Denkmal hochladen | Wohnhaus, freistehend | Uhdestraße 13 (Karte)                  | 1853                                    | Für den Architekten Heinrich Trautzsch errichtetes Wohnhaus, original erhaltener Historismusbau von baukünstlerischem und baugeschichtlichem Wert. Rechteckiger Grundriss, Mittelrisalit mit Drillingsfenstern, im ersten Obergeschoss zwischen den Fenstern Säulen mit Würfelkapitellen, in neoromanischem Stil errichtet, alle Geschosse mit Rundbogenfensteröffnungen, Zickzackfries am Gurtgesims und Fries am Kranzgesims, Mittelrisalit mit Walmdach und gebundenem Fenster am Dacherker, Frontispiz als Viererfenstergruppe ausgebildet, ansonsten Satteldach, über den Fenstern Bekrönung mit Diamantquaderung bzw. einer Art Zickzackfries, profilierte Gewände, seitlich Hauseingang, der Treppenaufgang verändert, heute leer stehend. | 09230966 |
|                                         | Sachgesamtheit ehemaliges Schachtgelände mit Stützmauer (Schachtaufsattelung) des Tiefbauschachtes des Erzgebirgischen Steinkohlen-Aktienvereins (Sachgesamtheit ohne Einzeldenkmale) | Uhdestraße 22 (Karte)                  | 1885 (Mauer)                            | Letzter offener Schacht des Zwickauer Reviers von ortsgeschichtlichem Wert. 15. Januar 1875: Beginn Abteufen Tiefbauschacht I und 1877 Tiefbauschacht II, Endteufe bei 640 m, in einer Teufe von 522 m wurden die beiden Schächte querschlägig verbunden, zwischenzeitliche Stilllegung, nach 1945 in Friedrich-Nickolay-Schacht umbenannt, 20. Juni 1980 letzte Seilfahrt, 2. Halbjahr 1980 Verfüllung, (Schacht-Teufe 610 m), letzter offener Schacht Zwickaus mit Seilfahrt aus 650 Jahren Zwickauer Bergbaugeschichte, Baulichkeiten nicht erhalten, lediglich Schachtaufstelzung mit Stützmauer erhalten | 09247696 |